# Logan County (Kansas)
Logan County ist ein County im Bundesstaat Kansas der Vereinigten Staaten. Das U.S. Census Bureau hat bei der Volkszählung 2020 eine Einwohnerzahl von 2762 ermittelt.
Der Verwaltungssitz (County Seat) ist Oakley. Das County gehört zu den Dry Countys, was bedeutet, dass der Verkauf von Alkohol eingeschränkt oder verboten ist.

## Geographie
Das County liegt im Nordwesten von Kansas, ist im Westen etwa 50 km von Colorado entfernt und hat eine Fläche von 2779 Quadratkilometern ohne nennenswerte Wasserfläche. Es grenzt im Uhrzeigersinn an folgende Countys: Thomas County, Gove County, Scott County, Wichita County, Wallace County und Sherman County.

## Geschichte
Logan County wurde am 24. Februar 1887 gebildet. Benannt wurde es nach John Alexander Logan, einem US-amerikanischen General im Mexikanisch-Amerikanischen Krieg und im Amerikanischen Bürgerkrieg, sowie späteren US-Senator von Illinois und Kandidaten für das Amt des Vizepräsidenten der Vereinigten Staaten.
Drei Bauwerke und Stätten des Countys sind im National Register of Historic Places eingetragen (Stand 30. August 2017).

## Demografische Daten
Nach der Volkszählung im Jahr 2000 lebten im Logan County 3046 Menschen. Davon wohnten 57 Personen in Sammelunterkünften, die anderen Einwohner lebten in 1243 Haushalten und 856 Familien. Die Bevölkerungsdichte betrug 1 Einwohner pro Quadratkilometer. Ethnisch betrachtet setzte sich die Bevölkerung zusammen aus 96,7 Prozent Weißen, 0,6 Prozent Afroamerikanern, 0,2 Prozent amerikanischen Ureinwohnern, 0,2 Prozent Asiaten und 0,7 Prozent aus anderen ethnischen Gruppen; 1,6 Prozent stammten von zwei oder mehr Ethnien ab. 1,6 Prozent der Bevölkerung waren spanischer oder lateinamerikanischer Abstammung.
Von den 1243 Haushalten hatten 29,5 Prozent Kinder unter 18 Jahren, die mit ihnen gemeinsam lebten. 59,3 Prozent waren verheiratete, zusammenlebende Paare, 6,3 Prozent waren allein erziehende Mütter und 31,1 Prozent waren keine Familien. 28,6 Prozent aller Haushalte waren Singlehaushalte und in 14,8 Prozent lebten Menschen mit 65 Jahren oder darüber. Die Durchschnittshaushaltsgröße betrug 2,40 und die durchschnittliche Familiengröße betrug 2,98 Personen.
25,4 Prozent der Bevölkerung waren unter 18 Jahre alt. 7,2 Prozent zwischen 18 und 24 Jahre, 24,4 Prozent zwischen 25 und 44 Jahre, 22,3 Prozent zwischen 45 und 64 Jahre und 20,7 Prozent waren 65 Jahre alt oder älter. Das Durchschnittsalter betrug 41 Jahre. Auf 100 weibliche Personen kamen 93,6 männliche Personen. Auf 100 erwachsene Frauen ab 18 Jahren kamen 93,0 Männer.

Das jährliche Durchschnittseinkommen eines Haushalts betrug 32.131 USD, das Durchschnittseinkommen einer Familie betrug 40.104 USD. Männer hatten ein Durchschnittseinkommen von 28.105 USD, Frauen 19.609 USD. Das Prokopfeinkommen betrug 17.294 USD. 4,7 Prozent der Familien und 7,3 Prozent der Bevölkerung lebten unterhalb der Armutsgrenze.

## Orte im County
- McAllaster
- Monument
- Oakley
- Page City
- Russell Springs
- Winona

Townships
- Augustine Township
- Elkader Township
- Lees Township
- Logansport Township
- McAllaster Township
- Monument Township
- Oakley Township
- Paxton Township
- Russell Springs Township
- Western Township
- Winona Township